# Bahnstrecke Bangkok Hua Lamphong–Nakhon Ratchasima
| Bahnhof Nakhon Ratchasima |                                         |                                                  |                                                  |
| Streckenlänge: | 264 km                                  |                                                  |                                                  |
| Spurweite: | 1000 mm (Meterspur)                     |                                                  |                                                  |
| Maximale Neigung: | 24 ‰                                    |                                                  |                                                  |
| Minimaler Radius: | 200 m                                   |                                                  |                                                  |
| Streckengeschwindigkeit: | 90 km/h                                 |                                                  |                                                  |
| Zweigleisigkeit: | Bangkok Hua Lamphong–Khlong Khanan Chit |                                                  |                                                  |
| |                                         |                                                  |                                                  |
| \| \| \| von Samut Songkhram (Projekt) \| \| \| \| 0,0 \| Bangkok Hua Lamphong \| Bangkok Hua Lamphong \| \| \| \| \| \| \| \| \| \| \| \| \| 2,17 \| Yommarat \| Yommarat \| \| \| \| Ostbahn nach Khlong Luk \| \| \| \| 3,29 \| Chitlada-Palast (Fürstenbahnhof) \| Chitlada-Palast (Fürstenbahnhof) \| \| \| 3,46 \| Ramathibodi-Krankenhaus \| Ramathibodi-Krankenhaus \| \| \| 4,80 \| Sam Sen \| Sam Sen \| \| \| 6,37 \| Pra Diphat \| Pra Diphat \| \| \| 7,47 \| Krung Thep Aphiwat Central Terminal \| Krung Thep Aphiwat Central Terminal \| \| \| \| Südbahn nach Su-ngai Kolok \| \| \| \| 10,01 \| Nikhom Rotfai \| Nikhom Rotfai \| \| \| 13,00 \| Bang Khen \| Bang Khen \| \| \| 14,81 \| Thung Song Hong \| Thung Song Hong \| \| \| 17,57 \| Lak Si \| Lak Si \| \| \| 19,47 \| Kan Kheha \| Kan Kheha \| \| \| 21,69 \| Talat Mai Don Mueang \| Talat Mai Don Mueang \| \| \| 22,21 \| Don Mueang \| Don Mueang \| \| \| 27,61 \| Lak Hok \| Lak Hok \| \| \| 28,48 \| Khlong Rangsit \| Khlong Rangsit \| \| \| \| Khlong Rangsit \| \| \| \| 29,75 \| Rangsit \| Rangsit \| \| \| 33,84 \| Khlong Nueng \| Khlong Nueng \| \| \| 37,47 \| Chiang Rak \| Chiang Rak \| \| \| 40,19 \| Thammasat-Universität (Rangsit Campus) \| Thammasat-Universität (Rangsit Campus) \| \| \| 44,11 \| Nawa Nakhon eröffnet 1982 \| Nawa Nakhon eröffnet 1982 \| \| \| 46,01 \| Chiang Rak Noi \| Chiang Rak Noi \| \| \| 51,88 \| Khlong Phutsa \| Khlong Phutsa \| \| \| 58,00 \| Bang Pa-in \| Bang Pa-in \| \| \| 61,77 \| Khlong Pho (101,5 m) \| Khlong Pho (101,5 m) \| \| \| 62,75 \| Ban Pho \| Ban Pho \| \| \| 71,07 \| Ayutthaya \| Ayutthaya \| \| \| 73,06 \| Khlong Han Tra \| Khlong Han Tra \| \| \| 74,69 \| Ban Ma \| Ban Ma \| \| \| 78,98 \| Map Phrachan \| Map Phrachan \| \| \| 82,31 \| Ban Don Klang \| Ban Don Klang \| \| \| 85,44 \| Phra Kaeo \| Phra Kaeo \| \| \| 89,95 \| Ban Phachi Junction \| Ban Phachi Junction \| \| \| \| Nordbahn nach Chiang Mai \| \| \| \| \| Khlong 13 \| \| \| \| 94,62 \| Nong Kuai \| Nong Kuai \| \| \| 98,40 \| Nong Saeng \| Nong Saeng \| \| \| 100,50 \| Ban Talat 1944 aufgegeben \| Ban Talat 1944 aufgegeben \| \| \| 103,34 \| Nong Sida \| Nong Sida \| \| \| 107,15 \| Ban Pok Paek \| Ban Pok Paek \| \| \| 113,26 \| Saraburi \| Saraburi \| \| \| \| Anschluss zum Steinbruch der SRT \| \| \| \| 119,24 \| Nong Bua \| Nong Bua \| \| \| \| Bahnstrecke Khlong Sip Kao–Kaeng Khoi \| \| \| \| 125,11 \| Kaeng Khoi Junction \| Kaeng Khoi Junction \| \| \| \| Bahnstrecke Kaeng Khoi Junction–Bua Yai Junction \| \| \| \| 131,24 \| Thap Kwang \| Thap Kwang \| \| \| 134,30 \| Map Krabao \| Map Krabao \| \| \| 138,95 \| Pha Sadet \| Pha Sadet \| \| \| 144,29 \| Hin Lap \| Hin Lap \| \| \| 152,30 \| Muak Lek \| Muak Lek \| \| \| 160,03 \| Klang Dong \| Klang Dong \| \| \| 165,19 \| Pang Asok \| 373m \| \| \| 173,64 \| Bandai Ma \| Bandai Ma \| \| \| 179,93 \| Pak Chong \| Pak Chong \| \| \| 187,89 \| Sap Muang \| Sap Muang \| \| \| \| Neubau auf Grund des Lam Takhong-Stausees \| \| \| \| \| Chan Thuek \| \| \| \| \| Khlong Khanan Chit \| \| \| \| \| \| \| \| \| 195,50 \| Chan Thuek eröffnet 1967 \| Chan Thuek eröffnet 1967 \| \| \| 202,20 \| Khlong Khanan Chit eröffnet 1967 \| Khlong Khanan Chit eröffnet 1967 \| \| \| 206,22 \| Khlong Phai \| Khlong Phai \| \| \| 209,41 \| Lat Bua Khao \| Lat Bua Khao \| \| \| 214,90 \| Ban Mai Samrong \| Ban Mai Samrong \| \| \| 218,27 \| Nong Nam Khun \| Nong Nam Khun \| \| \| 223,79 \| Sikhio \| Sikhio \| \| \| 228,99 \| Khok Sa-at \| Khok Sa-at \| \| \| 233,87 \| Sung Noen \| Sung Noen \| \| \| 241,15 \| Kut Chik \| Kut Chik \| \| \| 249,94 \| Khok Kruat \| Khok Kruat \| \| \| 257,44 \| Phukhao Lat \| Phukhao Lat \| \| \| \| Anschluss: Militär und Flugplatz \| \| \| \| 263,65 \| Nakhon Ratchasima \| Nakhon Ratchasima \| \| \| \| nach Ubon Ratchathani und Nong Khai \| \| \| \| \| \| \| \| Quellen: [2] \| \| \| \| |                                         |                                                  |                                                  |
| Strecke (im Tunnel) |                                         | von Samut Songkhram (Projekt)                    | von Samut Songkhram (Projekt)                    |
| Kopfbahnhof Streckenanfang (Strecke außer Betrieb) · Bahnhof (Strecke außer Betrieb) (im Tunnel) | 0,0                                     | Bangkok Hua Lamphong                             | Bangkok Hua Lamphong                             |
| Strecke (außer Betrieb) · Tunnelende (Strecke außer Betrieb) |                                         |                                                  |                                                  |
| Abzweig geradeaus und von links (Strecke außer Betrieb) · Strecke nach rechts (außer Betrieb) |                                         |                                                  |                                                  |
| Bahnhof (Strecke außer Betrieb) | 2,17                                    | Yommarat                                         | Yommarat                                         |
| Abzweig ehemals geradeaus, ehemals nach rechts und von rechts |                                         | Ostbahn nach Khlong Luk                          | Ostbahn nach Khlong Luk                          |
| Bahnhof | 3,29                                    | Chitlada-Palast (Fürstenbahnhof)                 | Chitlada-Palast (Fürstenbahnhof)                 |
| Bahnhof | 3,46                                    | Ramathibodi-Krankenhaus                          | Ramathibodi-Krankenhaus                          |
| Bahnhof | 4,80                                    | Sam Sen                                          | Sam Sen                                          |
| Bahnhof | 6,37                                    | Pra Diphat                                       | Pra Diphat                                       |
| Bahnhof | 7,47                                    | Krung Thep Aphiwat Central Terminal              | Krung Thep Aphiwat Central Terminal              |
| Abzweig geradeaus und nach links |                                         | Südbahn nach Su-ngai Kolok                       | Südbahn nach Su-ngai Kolok                       |
| Bahnhof | 10,01                                   | Nikhom Rotfai                                    | Nikhom Rotfai                                    |
| Bahnhof | 13,00                                   | Bang Khen                                        | Bang Khen                                        |
| Bahnhof | 14,81                                   | Thung Song Hong                                  | Thung Song Hong                                  |
| Bahnhof | 17,57                                   | Lak Si                                           | Lak Si                                           |
| Bahnhof | 19,47                                   | Kan Kheha                                        | Kan Kheha                                        |
| Bahnhof | 21,69                                   | Talat Mai Don Mueang                             | Talat Mai Don Mueang                             |
| Bahnhof | 22,21                                   | Don Mueang                                       | Don Mueang                                       |
| Bahnhof | 27,61                                   | Lak Hok                                          | Lak Hok                                          |
| Bahnhof | 28,48                                   | Khlong Rangsit                                   | Khlong Rangsit                                   |
| Brücke über Wasserlauf |                                         | Khlong Rangsit                                   | Khlong Rangsit                                   |
| Bahnhof | 29,75                                   | Rangsit                                          | Rangsit                                          |
| Bahnhof | 33,84                                   | Khlong Nueng                                     | Khlong Nueng                                     |
| Bahnhof | 37,47                                   | Chiang Rak                                       | Chiang Rak                                       |
| Bahnhof | 40,19                                   | Thammasat-Universität (Rangsit Campus)           | Thammasat-Universität (Rangsit Campus)           |
| Bahnhof | 44,11                                   | Nawa Nakhon eröffnet 1982                        | Nawa Nakhon eröffnet 1982                        |
| Bahnhof | 46,01                                   | Chiang Rak Noi                                   | Chiang Rak Noi                                   |
| Bahnhof | 51,88                                   | Khlong Phutsa                                    | Khlong Phutsa                                    |
| Bahnhof | 58,00                                   | Bang Pa-in                                       | Bang Pa-in                                       |
| Brücke über Wasserlauf | 61,77                                   | Khlong Pho (101,5 m)                             | Khlong Pho (101,5 m)                             |
| Bahnhof | 62,75                                   | Ban Pho                                          | Ban Pho                                          |
| Bahnhof | 71,07                                   | Ayutthaya                                        | Ayutthaya                                        |
| Brücke über Wasserlauf | 73,06                                   | Khlong Han Tra                                   | Khlong Han Tra                                   |
| Bahnhof | 74,69                                   | Ban Ma                                           | Ban Ma                                           |
| Bahnhof | 78,98                                   | Map Phrachan                                     | Map Phrachan                                     |
| Bahnhof | 82,31                                   | Ban Don Klang                                    | Ban Don Klang                                    |
| Bahnhof | 85,44                                   | Phra Kaeo                                        | Phra Kaeo                                        |
| Bahnhof | 89,95                                   | Ban Phachi Junction                              | Ban Phachi Junction                              |
| Abzweig geradeaus und nach links |                                         | Nordbahn nach Chiang Mai                         | Nordbahn nach Chiang Mai                         |
| Brücke über Wasserlauf |                                         | Khlong 13                                        | Khlong 13                                        |
| Bahnhof | 94,62                                   | Nong Kuai                                        | Nong Kuai                                        |
| Bahnhof | 98,40                                   | Nong Saeng                                       | Nong Saeng                                       |
| Bahnhof | 100,50                                  | Ban Talat 1944 aufgegeben                        | Ban Talat 1944 aufgegeben                        |
| Bahnhof | 103,34                                  | Nong Sida                                        | Nong Sida                                        |
| Bahnhof | 107,15                                  | Ban Pok Paek                                     | Ban Pok Paek                                     |
| Bahnhof | 113,26                                  | Saraburi                                         | Saraburi                                         |
| Abzweig geradeaus und nach rechts |                                         | Anschluss zum Steinbruch der SRT                 | Anschluss zum Steinbruch der SRT                 |
| Bahnhof | 119,24                                  | Nong Bua                                         | Nong Bua                                         |
| Abzweig geradeaus und von rechts |                                         | Bahnstrecke Khlong Sip Kao–Kaeng Khoi            | Bahnstrecke Khlong Sip Kao–Kaeng Khoi            |
| Bahnhof | 125,11                                  | Kaeng Khoi Junction                              | Kaeng Khoi Junction                              |
| Abzweig geradeaus und nach links |                                         | Bahnstrecke Kaeng Khoi Junction–Bua Yai Junction | Bahnstrecke Kaeng Khoi Junction–Bua Yai Junction |
| Bahnhof | 131,24                                  | Thap Kwang                                       | Thap Kwang                                       |
| Bahnhof | 134,30                                  | Map Krabao                                       | Map Krabao                                       |
| Bahnhof | 138,95                                  | Pha Sadet                                        | Pha Sadet                                        |
| Bahnhof | 144,29                                  | Hin Lap                                          | Hin Lap                                          |
| Bahnhof | 152,30                                  | Muak Lek                                         | Muak Lek                                         |
| Bahnhof | 160,03                                  | Klang Dong                                       | Klang Dong                                       |
| Bahnhof | 165,19                                  | Pang Asok                                        | 373m                                             |
| Bahnhof | 173,64                                  | Bandai Ma                                        | Bandai Ma                                        |
| Bahnhof | 179,93                                  | Pak Chong                                        | Pak Chong                                        |
| Bahnhof | 187,89                                  | Sap Muang                                        | Sap Muang                                        |
| Strecke von links (außer Betrieb) · Abzweig geradeaus und ehemals nach rechts |                                         | Neubau auf Grund des Lam Takhong-Stausees        | Neubau auf Grund des Lam Takhong-Stausees        |
| Bahnhof (Strecke außer Betrieb) · Strecke |                                         | Chan Thuek                                       | Chan Thuek                                       |
| Bahnhof (Strecke außer Betrieb) · Strecke |                                         | Khlong Khanan Chit                               | Khlong Khanan Chit                               |
| Strecke nach links (außer Betrieb) · Abzweig geradeaus und ehemals von rechts |                                         |                                                  |                                                  |
| Bahnhof | 195,50                                  | Chan Thuek eröffnet 1967                         | Chan Thuek eröffnet 1967                         |
| Bahnhof | 202,20                                  | Khlong Khanan Chit eröffnet 1967                 | Khlong Khanan Chit eröffnet 1967                 |
| Bahnhof | 206,22                                  | Khlong Phai                                      | Khlong Phai                                      |
| Bahnhof | 209,41                                  | Lat Bua Khao                                     | Lat Bua Khao                                     |
| Bahnhof | 214,90                                  | Ban Mai Samrong                                  | Ban Mai Samrong                                  |
| Bahnhof | 218,27                                  | Nong Nam Khun                                    | Nong Nam Khun                                    |
| Bahnhof | 223,79                                  | Sikhio                                           | Sikhio                                           |
| Bahnhof | 228,99                                  | Khok Sa-at                                       | Khok Sa-at                                       |
| Bahnhof | 233,87                                  | Sung Noen                                        | Sung Noen                                        |
| Bahnhof | 241,15                                  | Kut Chik                                         | Kut Chik                                         |
| Bahnhof | 249,94                                  | Khok Kruat                                       | Khok Kruat                                       |
| Bahnhof | 257,44                                  | Phukhao Lat                                      | Phukhao Lat                                      |
| Abzweig geradeaus und von rechts |                                         | Anschluss: Militär und Flugplatz                 | Anschluss: Militär und Flugplatz                 |
| Bahnhof | 263,65                                  | Nakhon Ratchasima                                | Nakhon Ratchasima                                |
| Strecke |                                         | nach Ubon Ratchathani und Nong Khai              | nach Ubon Ratchathani und Nong Khai              |
| |                                         |                                                  |                                                  |
| Quellen: |                                         |                                                  |                                                  |

Die Bahnstrecke Bangkok Hua Lamphong–Nakhon Ratchasima, auch: Khorat-Bahn oder Nordostbahn, war die erste Fernbahnstrecke in Thailand.

## Geschichte

### Planungen
Letztendlich wohl aufgrund der Schwierigkeiten, das Militär an der Nordgrenze des Landes zu versorgen, wurden ab den 1880er Jahren Überlegungen angestellt, eine Fernbahn von Bangkok in nordöstlicher Richtung nach Korat (seit 1934: Nakhon Ratchasima) zu errichten. Der thailändische Gesandte in London, Prinz Naret Worarit, 17. Sohn von König Rama IV., später als Minister der öffentlichen Arbeiten zugleich auch Eisenbahnminister, beauftragte das britische Ingenieur-Büro Tancred Faulkner mit der Ausarbeitung entsprechender Pläne, die 1885 vorlagen. Dabei sprach sich Tancred Faulkner für eine Trassierung über Saraburi und gegen die über Prachinburi aus.
1888 wurde ein weiterer Planungsauftrag erteilt, diesmal an Sir Andrew Clarke, der zu diesem Zeitpunkt als Akquisiteur für die ebenfalls britische Firma Puncard, McTaggart, Lowther & Co. arbeitete. Der Planungsauftrag umfasste eine Verbindung von Bangkok nach Chiang Mai und drei davon in nordöstlicher Richtung abzweigende Strecken, eine davon nach Khorat über Saraburi. Der Bericht zu diesem Auftrag lag 1890 vor.
Im November 1888 kam der Eisenbahningenieur Karl Bethge von Krupp nach Siam und bekam von der Regierung die Pläne von Tancred Faulkner zur Begutachtung vorgelegt. Übereinstimmend sprachen sie sich Bethge und Clarke für den Bau einer Strecke von Bangkok über Saraburi nach Korat (Nakhon Ratchasima) aus. Die Regierung berief den vorher in Deutschland zum königlich-preußischen Baurat beförderten Bethge 1890 zum Chef der Königlichen Eisenbahnabteilung / Royal Railway Department (RRD) im Ministerium der öffentlichen Arbeiten. Dies war auch ein Schritt, die siamesischen Neutralität zwischen den konkurrierenden Kolonialmächten Großbritannien (Indien, Burma, Malaya, Singapur) und Frankreich (Indochina) und damit seine Unabhängigkeit zu wahren. Ebenfalls politisch war die Entscheidung, die Nordost-Bahn als erstes Projekt in Angriff zu nehmen: Während der Norden auf dem Wasserweg relativ einfach erschlossen war, war die Verbindung nach Nordosten nur über eine unzulängliche Straßenverbindung, die über schwierig zu begehende Pässe auf das Hochplateau von Khorat führte, zu erreichen. Andererseits befand sich die französische Kolonialmacht am Mekong auf dem Vormarsch. Hier konnte das Land am besten mit einer gut ausgebauten Infrastruktur entgegenhalten. Die Nordost-Bahn versprach so den höchsten Nutzen.

### Bau
1891 wurde durch Gesetz die Nakhon Ratchasima Railway Company, deren Mehrheit beim Staat lag, mit dem Ziel errichtet, eine Eisenbahn von Bangkok nach Korat in Normalspur mit 1435 mm zu errichten. Die Arbeiten wurden aus politischen Gründen an die britische Firma Murray Campbell als günstigstem Bieter vergeben: Ein deutscher Eisenbahndirektor und eine britische Firma, die mit dem Bahnbau französischen Interessen entgegenwirkten, sollten den politischen Balanceakt sichern. Nach zweijähriger Vorbereitung wurde durch König Chulalongkorn (Rama V.) am 9. März 1892 der erste Spatenstich zelebriert. Die für den ersten Spatenstich verwendeten Werkzeuge, ein reich verzierter Spaten und die dazugehörige Schubkarre, sind heute im Nationalmuseum Bangkok ausgestellt. Sie sollen 1.500 $ gekostet haben. Die Leitung des Baues übernahm George Murray Campbell.
Karl Bethge verpflichtete weitere deutsche Ingenieure für den Bahnbau, Hermann Gehrts (1854–1914) und Luis Weiler (1836–1918), beide von den Preußischen Staatseisenbahnen. Weiler berichtete seinem Vater, der ebenfalls Eisenbahningenieur war, in zahlreichen Briefen von seiner Arbeit. Diese sind nahezu alle erhalten geblieben und befinden sich heute im Archiv des Deutschen Museums in München.
Nach lang anhaltendem, eskalierenden Streit zwischen Karl Bethge und George Murray Campbell kündigte die Eisenbahnverwaltung zum 6. August 1896 dem britischen Unternehmen den Vertrag, da es die Bauarbeiten nicht vertragsgemäß durchführte. Die Arbeiten wurden nun in eigener Regie fortgeführt. Zugleich wurde die Nakhon Ratchasima Railway Company verstaatlicht und in eine Staatseisenbahnverwaltung umgewandelt. An 135 Kilometer der Strecke wurde zu diesem Zeitpunkt gebaut. Im Dezember 1896 nutzte König Chulalongkorn die Gelegenheit, mit dem Zug bis zur Betriebsspitze zu fahren. An einem überhängenden Felsen bei Kilometer 136,5 schrieb er seinen Namen auf den Felsen. Der stark verwitterte Schriftzug ist heute noch zu sehen. Am 26. März 1897 wurde der erste, 71 km langer Abschnitt der Strecke bis Ayutthaya durch den König eröffnet, zwei Tage später der planmäßige Verkehr aufgenommen. Es folgten die Abschnitte
- Ayutthaya–Kaeng Khoi, 53 km am 1. November 1897
- Kaeng Khoi–Muak Lek, 27 km, am 3. März 1898
- Muak Lek–Pak Chong, 28 km am 25. Mai 1895
- Pak Chong–Korat (Nakhon Ratchasima), 85 km am 21. Dezember 1900.[9]

Diese Eröffnung der Gesamtstrecke nahm der König wieder persönlich vor. Es war das erste Mal überhaupt, dass er nach Khorat kam. Vor Eröffnung der Eisenbahn dauerte eine Fahrt zwischen Bangkok und Korat (Nakhon Ratchasima) 5 Tage – jetzt nur noch 6 Stunden.

### Betrieb
Der Anfangsbahnhof der Strecke, Bangkok Hua Lamphong, der Hauptbahnhof von Bangkok, wurde bald zu klein. So wurden zunächst der Güterbahnhof und das Bahnbetriebswerk ausgelagert und 1910–1916 ein neuer Bahnhof errichtet. In der Mitte der 1920er Jahre wurde die Strecke auf Meterspur umgespurt, um den Anschluss an das Meterspurnetz im Westen des Landes vorzubereiten. Mit dem Bau der Rama-VI.-Brücke wurden dann beide Netze dann zum 1. Januar 1927 zusammengeschlossen. Seit 1932 wurde – beginnend von Bangkok – die Strecke etappenweise zweigleisig bis Map Krabao ausgebaut, 2000 dann zwischen Rangsit und Phachi sogar dreigleisig. Während des Zweiten Weltkriegs wurde ein Teil der Eisenbahninfrastruktur beschädigt und musste dann in den 1950er Jahren – zum Teil mit Unterstützung der USA – neu gebaut werden. Nach dem Bau des Lam Takhong-Damms 1964 bis 1968 verschwand ein Abschnitt mit zwei Bahnhöfen unter dem Wasserspiegel des neuen Stausees. Er war zuvor durch eine Neubaustrecke, die den Überflutungsbereich umfährt, ersetzt.

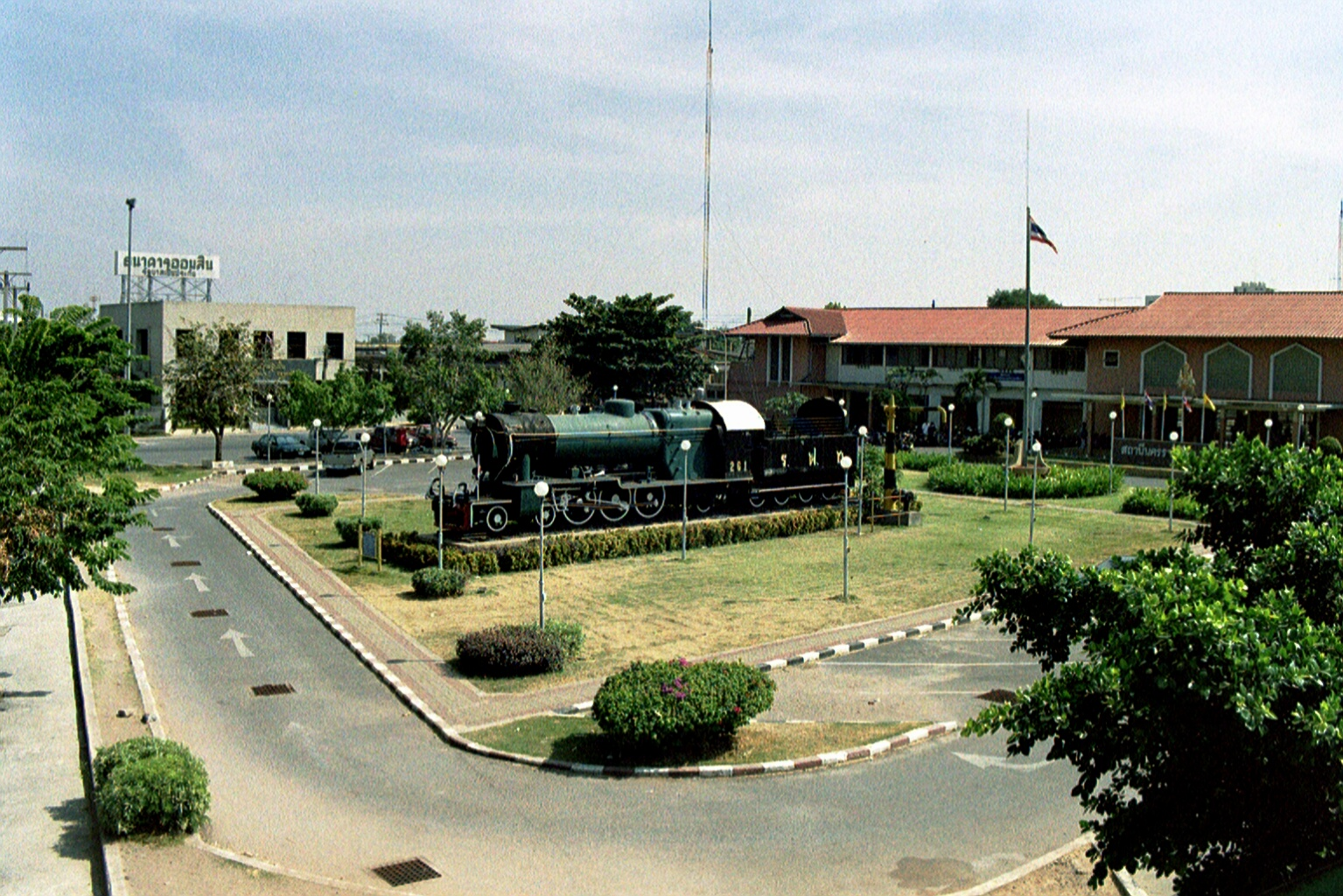
Bahnhof Nakhon Ratchasima (2004)

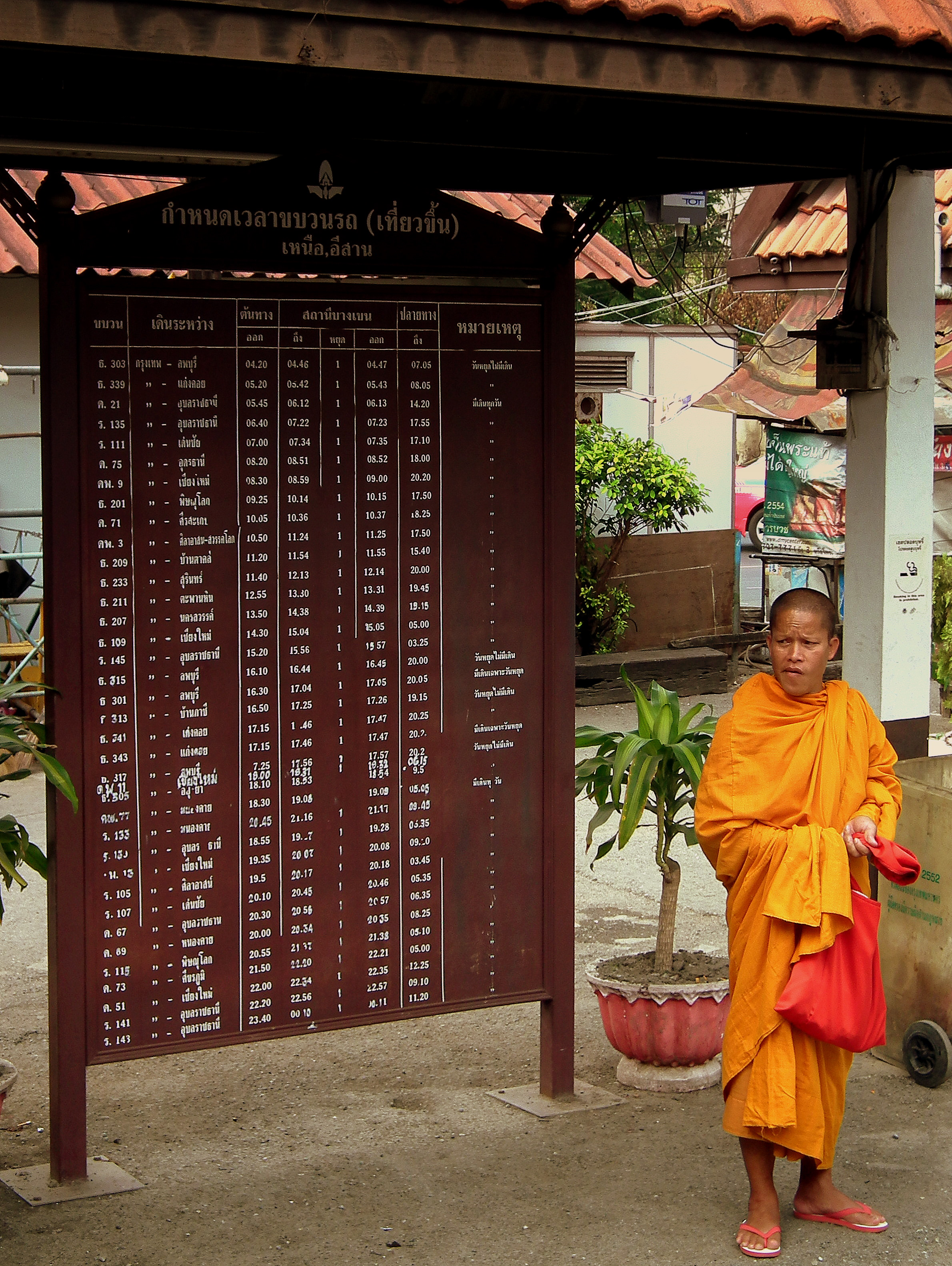
Abfahrtstafel im Bahnhof Ayutthaya

## Verkehr Bangkok–Nong Khai
Über die gesamte Strecke der Nordostbahn werden täglich drei Zugpaare zwischen Bangkok und Nong Khai angeboten. In Bangkok nutzen diese ausschließlich den Bahnhof Hua Lamphong. In nördlicher Richtung sind das ausschließlich Nachtzüge, einer ein DRC-Schnellzug. Dieser befährt in der Gegenrichtung als einziger Zug die Gesamtstrecke tagsüber.
Es gibt darüber hinaus eine Reihe von Zügen, die Teilstrecken der Nordostbahn und der Bahnstrecke Nakhon Ratchasima–Nong Khai befahren, besonders im Großraum Bangkok, etwa in der Relation Bangkok – Ayutthaya.
Außerdem befährt hin und wieder der Luxuszug Eastern and Oriental Express die Strecke.

### Thai-Chinese High-speed Rail Project
Die Strecke von Bangkok nach Vientiane wurde im Juli 2015 bei einem Treffen der gemeinsamen chinesisch-thailändischen Planungskommission bestätigt und der Baubeginn noch für 2015 angekündigt. Die 850 km lange Strecke hätte zweigleisig ausgeführt werden sollen, wobei ein Gleis für meterspurig, das andere normalspurig hätten sein sollen. Die ersten Bauabschnitte sollten bereits 2017 fertiggestellt sein. Dieser Zeitplan wurde bisher nicht umgesetzt.
Später kam es aber zwischen China, Thailand und Laos zu Streitigkeiten über die Finanzierung des Bauwerks. Thailand beschloss, seinen Teil der Strecke selber zu finanzieren, wobei vorerst nur die 253 km lange Schnellfahrstrecke Bangkok–Nakhon Ratchasima gebaut werden soll. Nach mehrfacher Verschiebung wurde im Oktober 2020 der erste Abschnitt (Phase 1) Bangkok-Nakhon Ratchasima offiziell von der thailändischen Regierung ins Leben gerufen. Dieses Bahnprojekt (Thai-Chinese High-speed Rail Project) soll 2027 fertiggestellt sein. Der zweite Abschnitt Nakhon Ratchasima-Nong Khai wurde nicht bestätigt.

### Neuer Bahnhof in Nakhon Ratchasima
Im Zusammenhang mit dem Thai-Chinese High-speed Rail Project (Thai-chinesisches Hochgeschwindigkeits-Schienen Projekt) bekommt Nakhon Ratchasima einen neuen Bahnhof. Ab Februar 2023 wird der alte Bahnhof abgerissen und voraussichtlich bis 2026 durch einen neuen Bahnhof ersetzt.